# Patos
Patos nebo pathos (z řec. pathein, podléhat něčemu, trpět) znamená v klasické rétorice jeden ze tří způsobů přesvědčování (vedle osobní přesvědčivosti řečníka u a věcných argumentů čili logu), totiž emotivní apelování na posluchače nebo čtenáře. Patetický řečník používá citově nabité metafory, povznesený jazyk i způsob přednesu a velká, působivá gesta. Může na posluchače útočit výčitkami i přímo vyzývat k činu.
Jako patetickou označujeme promluvu, která je příliš nadnesená, přehnaná (až přemrštěná), citově vzrušená, emotivní, expresivní, аčkoliv tomu celkový kontext a význam promluvy neodpovídá. Často se v patetické promluvě objevují klišé, nevhodné použití metafor apod. Patos se často objevuje tehdy, snaží-li se autor ve čtenáři (divákovi) vyvolat city jako lásku, nadšení, nenávist, odpor, strach aj. a ačkoliv je občas nevyhnutelný, obvykle ukazuje na omezené vyjadřovací schopnosti autora.

## Původ
Řecké slovo pathein znamená původně prudké hnutí mysli, citové pohnutí nebo vášeň, tedy něco, čemu člověk více méně bezmocně podléhá. Tentýž výraz označoval i utrpení, tělesné i duševní– podobně jako latinské passio, od něhož se odvozuje naše „pasivní“. Podle Aristotelovy "Poetiky" je patos spojen s tragédií. Do evropských jazyků bylo slovo převzato v humanismu a označuje spíše určitý citový duševní stav a prostředky, které ho vyvolávají. Patos se obvykle týká témat a předmětů, které příslušná společnost pokládá za posvátné (vlast, čest, matka, hrdinství), a je tudíž charakterizován krajní vážností a vznešeností; nesnáší se s všednodenností, nepřipouští žádné zlehčení a už vůbec ne posměch.
Už antická rétorika si uvědomovala nebezpečí patetické řeči a Aristotelés ji různě omezuje. Všichni starověcí filosofové varují před „vášněmi“, protože člověka unášejí a zbavují tak rozumu i svobody. Ale už spis „O vznešeném“ (Peri hypsús), připisovaný jakémusi Longinovi, uvádí právě souvislost patosu a vznešenosti, která se ovšem musí pečlivě vyhýbat přehánění, aby se nestala směšnou.

## Romantismus
V tomto smyslu objevila spis evropská literatura 18. století a patos se pak stal podstatnou složkou literérního i uměleckého romantismu v 19. století. Souběžně s kritikou romantismu získal i patos vcelku špatnou pověst a označení patetický se dnes užívá zpravidla pejorativně. Nicméně základní možnost patetické, apelující a strhující řeči, je živá i dnes, zejména v politice a ve veřejném životě, protože může působit a mobilizovat posluchače. I patetické metafory se v politice stále vyskytují (například „Sarajevský atentát“). Naproti tomu v literatuře panuje dnes opačná nálada a řada autorů 19. století působí na současného čtenáře spíše přehnaně nebo dokonce směšně a teatrálně.